# 左翼戦線
左翼戦線（さよくせんせん、英語：Left Front、ベンガル語：বাম ফ্রন্ট Bam Frônṭ）は、インドの政党連合。主に共産主義・社会主義を掲げる左翼政党によって構成される。
2004年のローク・サバー総選挙では躍進し、マンモハン・シン首相率いる統一進歩同盟政権に閣外協力したが、2008年に米印原子力協力に反発して協力を解消した。続く2009年のローク・サバー総選挙では、左翼戦線はインド国民会議、インド人民党の2大勢力の双方に組しない統一国民進歩同盟（第三戦線とも）に加わったが、議席を大きく後退させた。
インド中央政治では野党だが、2011年まで西ベンガル州・ケーララ州・トリプラ州の3州で与党として州政権を握っていた。しかし同年の西ベンガル州・ケーララ州州議会議員選挙で敗れ、州政権を維持したのはトリプラ州のみとなった。2016年のケーララ州州議会選挙の結果過半数を獲得し、5年ぶりに州政権を奪取した。

## 構成
ローク・サバー（インド下院）に議席を有する政党では、以下の政党が加わっている。
- インド共産党マルクス主義派
- インド共産党
- 革命社会党
- 全インド前進同盟

西ベンガル州の左翼戦線には、加えて次の政党が参加している。
- インド革命共産党（en:Revolutionary Communist Party of India）
- マルクス主義前進同盟（en:Marxist Forward Bloc）
- 西ベンガル社会党（en:West Bengal Socialist Party）、2010年にサマジワディ党に合流。
- 民主社会党（en:Democratic Socialist Party (Prabodh Chandra)）
- 革命バングラ会議（en:Biplobi Bangla Congress）

ケーララ州では「左翼民主戦線」（en:Left Democratic Front (Kerala)）と称しており、次の政党が参加している。
- インド共産党マルクス主義派
- インド共産党
- 革命社会党
- ジャナタ・ダル (世俗派)
- 国民会議党
- ケーララ会議派 (トーマス)（en:Kerala Congress (Thomas)）
- インド会議派 (社会主義)（en:Indian Congress (Socialist)）
- インド国民連盟（en:Indian National League）